# Йерун Луму
Йерун Луму (собственото име на нидерландски, фамилията на местен суринамски език Jeroen Lumu, фамилията на нидерландски се произнася по-близко до Люмю и Льомьо) е нидерландски футболист от суринамски произход, нападател. Роден е на 27 май 1995 г. в град Бреда, Нидерландия. От 9 януари 2014 г. е състезател на Лудогорец (Разград). На 13 август 2014 г. напуска „Лудогорец“ по взаимно съгласие . На 21 август 2014 г. преминава в нидерландския СК Хееренвеен. През ноември 2014 г. напуска Хееренвеен и преминава във ФК Дордрехт.

## Кариера

### „Вилем II“
Луму е юноша на нидерландския Вилем II. Като професионалист започва да играе във „Вилем II“, когато е на 16 години. На 16 януари 2012 г. дебютира в среща от Ерстедивиси при загубата с 3:1 срещу МВВ Маастрихт. На 15 септември 2012 г. дебютира в Ередивиси като влиза в игра в 71-вата минута в срещата с Твенте и след 13 минути игра бележи гол на българския вратар Николай Михайлов. Въпреки загубата с 2:6 става най-младият играч в историята на „Вилем II“ отбелязал гол в Ередивиси.

### „Лудогорец“
Дебютира за „Лудогорец“ с гол в приятелски мач на 16 януари 2014 г. като влиза като резерва през второто полувреме при победата срещу Пирин (Благоевград) с 5:1. Първият си гол в официален мач отбелязва в полуфиналната среща за Купата на България на 16 април 2014 г. при домакинската победа с 2:0 срещу Локомотив (Пловдив) . Първият си и единствен гол в „А“ ПФГ отбелязва в 89-ата минута след красиво изпълнение с глава и летящ плонж на 30 април 2014 г. при домакинската победа с 1:0 срещу ЦСКА. Този гол осигурява на практика третата поредна титла на „Лудогорец“.

## Успехи

### „Лудогорец“
- Шампион на „A“ ПФГ: 2013/14
- Носител на купата на България: 2013/14